# Diecézní muzeum v Litoměřicích
Diecézní muzeum v Litoměřicích (Litoměřické diecézní muzeum) vzniklo v 80. letech 19. století z podnětu a za podpory biskupa Emanuela Jana Křtitele Schöbela pod vedením Vinzenze Luksche.

## Přípravná fáze

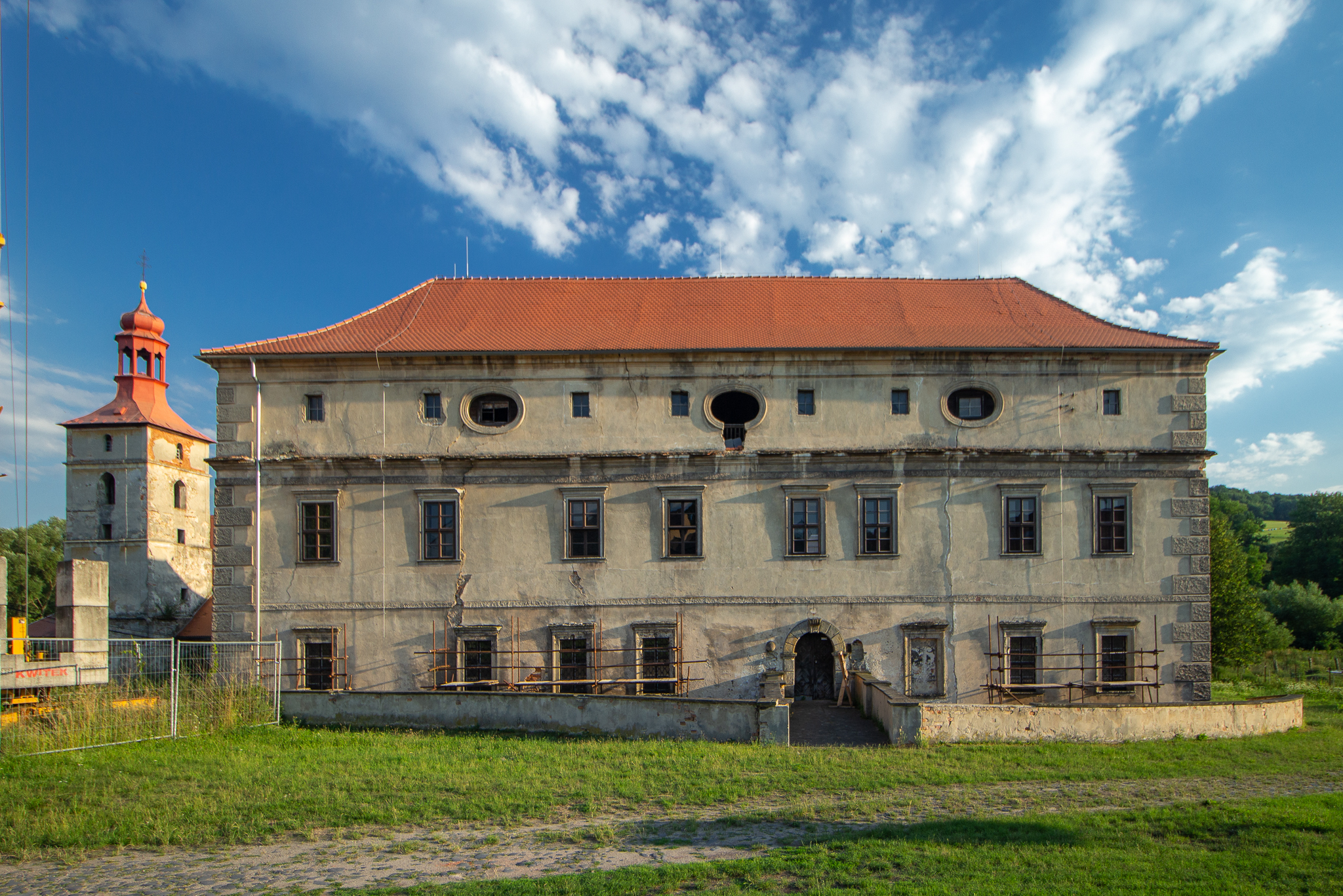
Biskupské letní sídlo zámek ve Stvolínkách na Českolipsku, ve kterém byly umístěny v období biskupa Frinda obrazy a plastiky

Ke konci 19. století se podobné instituce jako jsou diecézní muzea objevovaly nejen v Rakousko-Uhersku (např. Diecézní muzeum v Českých Budějovicích), ale i v dalších evropských zemích. Ve sběratelské tradici biskup Schöbel však zdaleka nebyl mezi litoměřickými biskupy jediný, protože již první litoměřický biskup Maxmilián Rudolf ze Schleinitz (1655-1675) byl známým sběratelem. S jeho jménem je spojen soubor portrétů osobností, které se zasloužily o vznik litoměřické kapituly sv. Štěpána i biskupství. I další litoměřičtí biskupové pak vybavovali biskupskou rezidenci cennými díly, i když často šlo spíše o osobní majetek než o sbírky v moderním slova smyslu. Mezi nejvýraznější biskupy – sběratele patřili zejména Mořic Adolf Sasko-Zeitský (1733-1759) a Emanuel Arnošt z Valdštejna (1759-1789). Biskup Valdštejn shromáždil ve své rezidenci téměř 600 obrazů, numismatickou a rukopisnou sbírku, a téměř deset tisíc knižních svazků. V postbarokní době se vnímání sbírek poněkud změnilo, a chápalo se jako doklad minulosti dané lokality, kraje či národa, nebo jako argumentační podklad myšlenkových či politických směrů. Příkladem může být restaurování Škrétových obrazů v litoměřické katedrále v období biskupa Augustina Bartoloměje Hilleho. Biskup Antonín Ludvík Frind (1879-1881) byl plodným církevním historikem, který nechal zrestaurovat několik obrazů. Nejvýznamnější z těchto obrazů je Uvítání Jindřicha III. v Benátkách roku 1574, jehož zrestaurování svěřil Janu Zapletalovi. Ze svého letního sídla ve Stvolínkách, které již nebylo příliš využíváno, nechal do Litoměřic převézt nejcennější obrazy a plastiky, které deponoval ve své rezidenci. Byly mezi nimi: Madona s náhrdelníkem, osm desek bruselského retáblu z období kolem roku 1520 a čtyři desky Mistra svatojiřského oltáře. Do své rezidence uložil také některé vzácnější obrazy a plastiky z kostelů a kaplí v diecézi. Tento aktivní biskup na poli ochrany památek však zemřel 28. října 1881 ve věku 58 let na plicní onemocnění. Před svou smrtí však pro vznik učinil jeden podstatný krok, a sice stál za příchodem Vinzenze Luksche, prvního ředitele muzea, do Litoměřic.

## Muzeum v 19. století

### Vznik muzea

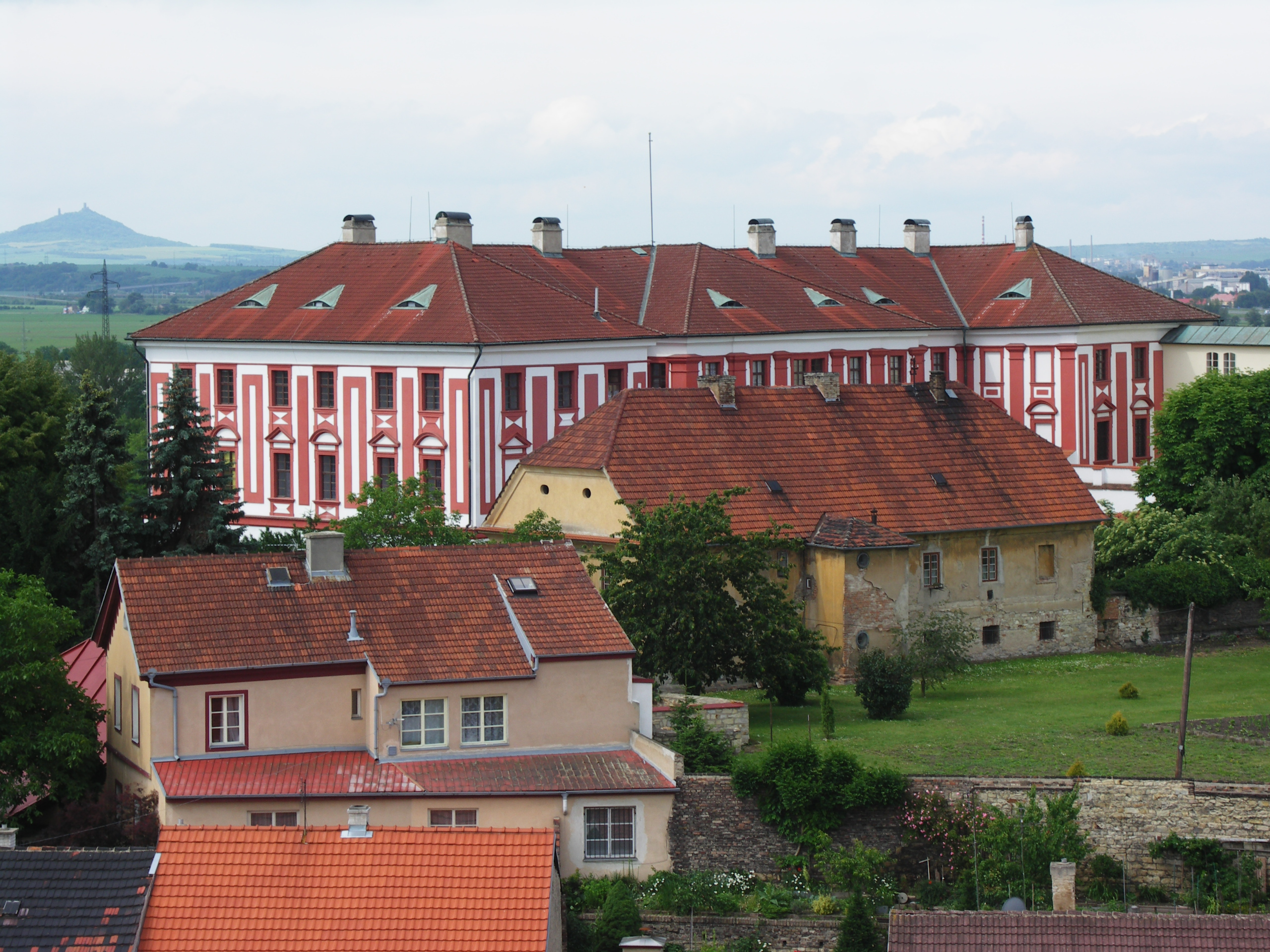
Rezidence litoměřického biskupa (velká červenobílá budova na pozadí) v jejímž přízemí bylo umístěno Diecézní muzeum do roku 1940

Vinzenz Luksch se stal k 6. prosinci 1879 suplujícím profesorem církevních dějin na litoměřickém bohosloveckém učilišti, které bylo na rozdíl od kněžského semináře institucí vzdělávací. Obě instituce, jak seminář, tak i učiliště bývaly v jedné budově, čímž z vnějšího pohledu splývají do jediného celku. Luksch vystudoval v Římě teologii a v Praze pak svůj římský doktorát nostrifikoval. Z pražského prostředí 70. let 19. století se jistě znal s biskupem Frindem, který v tomto období působil v Praze. Podnětem k založení diecézního muzea mohl být transport dvou pozdně gotických křídlových oltářů z Duban do Litoměřic na sklonku roku 1884, svozy materiálů již za biskupa Frinda a také Lukschova inspirace italským prostředím. V prosinci 1884 si Luksch zapsal do inventáře tehdy ještě rodícího se muzea první položky. Ke zřízení instituce Diecézního muzea došlo v roce 1885 a bylo zveřejněno v Konsistoriálních kurendách 3. září 1885. Zveřejnění zřízení mělo charakter programového prohlášení a jeho autorem byl opět Luksch, který apeluje na faráře litoměřické diecéze, aby péče o památky u nich nestála až na posledním místě. Upozorňuje na ničení původního výrazu památek i celkového hodnoty památek při četných necitlivých opravách, kdy byl měněn jejich charakter do tehdy populárního neogotického stylu nebo i při zřizování „nových“ kultů Panny Marie Lurdské či Nejsvětějšího Srdce Ježíšova. V programovém prohlášení píše: „Na území celé diecéze ještě se nacházejí movité předměty staršího církevního umění každého druhu, které lze v daném místě postrádat, které jsou z uměleckého nebo archeologického hlediska nějakým způsobem významné a vyžadují určitou konzervaci.“ Muzeum bylo chápáno biskupským ordinariátem také v pedagogickém smyslu pro vyučování studentů litoměřického bohosloveckého učiliště.
Po organizační stránce se stalo jednou z institucí litoměřické diecéze, administrativně spadalo do působnosti biskupské konzistoře a jeho správou měl být pověřen diecézní konzervátor. Do budoucna bylo záměrem, aby v jednotlivých vikariátech působili tzv. korespondenti. Prvním diecézním konzervátorem a kustodem muzea byl jmenován Luksch.

### Rozvoj
Muzeum se rychle rozvíjelo a počet předmětů v inventáři značně narostl. První číslo občasníku Mittheilungen aus den Diözesan-Museum z ledna 1886, který se stal do dalších let informační platformou muzea se uvádí, že za půl roku trvání se podařilo získat přibližně třicet předmětů. Mezi nejhodnotnější patří již zmíněné dubanské křídlové oltáře, stříbrný relikviář sv. Jana Nepomuckého v podobě ruky, pět „staroněmeckých“ deskových obrazů, gotická monstrance nebo šest blíže neurčených listin z různých měst v diecézi. Prostorem pro muzeum se stala opět rezidence litoměřického biskupa, kde v přízemních prostorách vedle slavné biskupské knihovny, díky podpoře biskupa Schöbela, muzeum nalezlo své místo. Adaptační práce v těchto prostorách, které byly dokončeny v září 1886, si vyžádaly 441 zlatých a 22 krejcarů. V té době již, bez biskupské knihovny, činil počet celkový počet kusů sbírky téměř sto předmětů. V roce 1887 byla v prostorách provedena výmalba mladým litoměřickým malířem Franzem Göttlem tak, aby se svou barevností a ornamentikou přibližovala kostelním prostorám. Luksch tohoto mladého malíře pak doporučoval ostatním duchovním k výmalbám sakrálních prostor. Muzeum v těchto prostorách zůstalo až do svého zániku v roce 1940. Sloužilo zároveň jako výstavní prostora i jako depozitář, což ovšem bylo dobovou praxí. Do sbírek nepřibývaly předměty rovnoměrně z celé diecéze, více předmětů pocházelo z německojazyčných oblastí. Z české části diecéze, z oblasti Mělnicka, Turnovska a Mladoboleslavska bylo akvizic minimálně. Naprostá většina předmětů byla do muzea darována původním vlastníkem, až už se jednalo o právnickou či fyzickou osobu. Luksch také někdy přistoupil ke koupi, jako tomu bylo v roce 1886 kdy v Drážďanech pořídil za 300 zlatých cenný obraz Stětí sv. Kateřiny datovaných do poloviny 16. století, který původně pocházel z Litoměřic. Nákupy některých předmětů byly i od různých obchodníků a překupníků. Např. v roce 1885 si Luksch poznamenal: „Gekauft von einem Komedianten 8 fl.“ Slovo komediant posléze nahradil výrazem podomní obchodník („Hausierer“). Ze své osobní sbírky Luksch zapůjčil kolem 30 předmětů, které si však později vzal zpět. Naopak tři předměty ze svých sbírek Diecéznímu muzeu prodal. Jednalo se o kaplířovský votivní obraz z litoměřického kostela sv. Michaela Archanděla, vyobrazení Poslední večeře Páně z Mlékojed u Litoměřic z roku 1573 a bronzový krucifix náležející soše sv. Františka ze starého litoměřického mostu přes Labe. Luksch se snažil udržet vysokou úroveň sbírek, avšak občas se nemohl ubránit i „darům“, které sám později označil jako bezcenné. Po počátečním prudkém rozmachu se muzeum po roce 1900 dostalo do stagnace. Ale ani v tomto období nebyly akvizice nevýznamné. Patřil k nim např. zisk křídlového oltáře z Černěvsi v roce 1895 a v roce 1901 další kus stejného typu z Klapého, nebo jedna z proslulých románských soch z žitenického kostela v roce 1911.

### Složení sbírky
Ve sbírce byly předměty různého typu – od oltářů a jejich součástí, obrazů, grafik, přes sochy a preciosa všeho druhu až po paramenta, mince, staré tisky a fotografie. Původní programové prohlášení se sice zcela naplnit nepodařilo, protože absentoval kampanologický materiál a funerální památky, nicméně jejich absence je pochopitelná. Luksch nebyl spokojen ani s numismatickou kolekcí a ani se sbírkou fotografií, protože zamýšlel vytvořit „Album diecéze“. Do kolekce patřily i archeologické sbírky, do nichž připadlo již krátce po založení třicet předmětů. Tyto předměty nejsou zapsány do inventáře. Naopak akvizice keramických fragmentů z roku 1893 získaných při výkopových pracích na místě starého proboštského paláce, zapsána do inventáře je. Ke sbírkám patřila i „živá“ (soudobá) odborná knihovna, kterou Luksch postupně doplňoval. V roce 1886 měla již pětačtyřicet svazků. Část z nich pocházela z daru vídeňské Centrální komise pro umělecké a historické památky, která vznikající muzeum podpořila. V roce 1888 knihovna čítala šedesát odborných svazků.

### Ekonomika muzea
Příjmy v prvních letech tvořily finanční dary od dobrodinců, mezi něž patřili různí diecézní kněží, kanovníci, profesoři teologického učiliště nebo i soukromé osoby. Tyto příjmy však byly nedostatečné a nestačily krýt výdaje vzniklé stavebními úpravami muzejních prostor (438 zlatých 22 krejcarů), získávání potřebného mobiliáře (304 zlatých 44 krejcarů) a především sbírkových předmětů (475 zlatých 25 krejcarů). Muzeum hospodařilo se schodkem 560 zlatých 53 krejců, které dočasně sanovalo různými zálohami. Negativní bilanci se podařilo zvrátit až po založení muzejního spolku, když byly zálohy uhrazeny členskými příspěvky. Spolek pak v prvních letech po svém založení vykazoval mírný zisk.

### Výstavy
Muzeum participovalo, když se sbírky rozrostly, na dvou velkých výstavách své doby. Od března do srpna 1887 pořádalo vídeňské umělecko-průmyslové muzeum výstavu věnovanou výhradně církevnímu umění. Diecézní muzeum pro ni dodalo jeden tabernákl a jednu historickou výšivku. Další zápůjčky na tuto výstavu pocházely z biskupské knihovny. Další předměty byly zapůjčeny na pražskou Jubilejní výstavu v roce 1891. V roce 1889 byl dnešnímu Národnímu muzeu zapůjčen gotický kalich z Libáně. Muzeum nepředstavovalo uzavřený depozitář, i když existoval určitý ostych žádat v biskupské rezidenci o vstup do muzea. Po Lukschově smrti se mohl zdát přístup ještě omezenější, nicméně dopis litoměřického ordinariátu československému Ministerstvu školství a národní osvěty z roku 1930 praví, že muzejní sbírky: „zůstávají opravdovým odborným znalcům vždy přístupnými“.

### Historický kontext
V osmdesátých letech 19. století ve středoevropském regionu doznal koncept péče o umělecké a historické památky značný vývoj do něhož zapadá i vznik Diecézního muzea v Litoměřicích. Památky představovaly doklady slavné minulosti a jejich shromažďování a uchovávání bylo motivováno snahou poučit se, vzdělat a také získat potenciál pro zájmová i politická hnutí. Velmi známý je v tomto období např. spor o Rukopisy královédvorský a zelenohorský. Jedním z cílů bylo také použít sbírky muzea pro studijní potřeby litoměřických seminaristů. Jednalo se o zřízení čtvrtého muzea v regionu po třebenickém městském muzeu, které bylo zřízeno v roce 1871; litoměřickém Muzeu průmyslového spolku (Gewerbmuseum), které bylo založeno v roce 1874 a v roce 1876 zřízeném městském muzeu v Ústí nad Labem. Po založení litoměřického diecézního muzea vznikají další regionální muzea v Lounech (1885), ve Slaném (1885), v Mělníce (1888), v Teplicích (1894), v Úštěku (1896), v Budyni nad Ohří (1898) a v Roudnici nad Labem (1900). Luksch často zdůrazňoval, že se jedná o nejstarší diecézní muzeum v Rakousku-Uhersku. Také vídeňská Centrální komise pro umělecké a historické památky kvitovala vznikl muzea, který se měl stát příkladem i pro další diecéze. Již během prvních sedmi let muzeum mělo 141 inventárních položek cenných uměleckých děl. Muzeum se úspěšně etablovalo, vydávalo svůj časopis a zapůsobilo osvětově na poli ochrany památek. Luksch si tato fakta uvědomoval a v roce 1890 poprvé veřejně vyjádřil myšlenku, jakéhosi širšího společenství, které by vytvářelo historické a umělecké poznání celé litoměřické diecéze, i když tato idea se ve formě korespondentů objevuje již v programovém prohlášení z roku 1885. Na tomto duchovním základě byl ustanoven Spolek litoměřického diecézního muzea (Leitmeritzer Diözesan-Museums-Verein).

## Muzeum ve 20. a 21. století

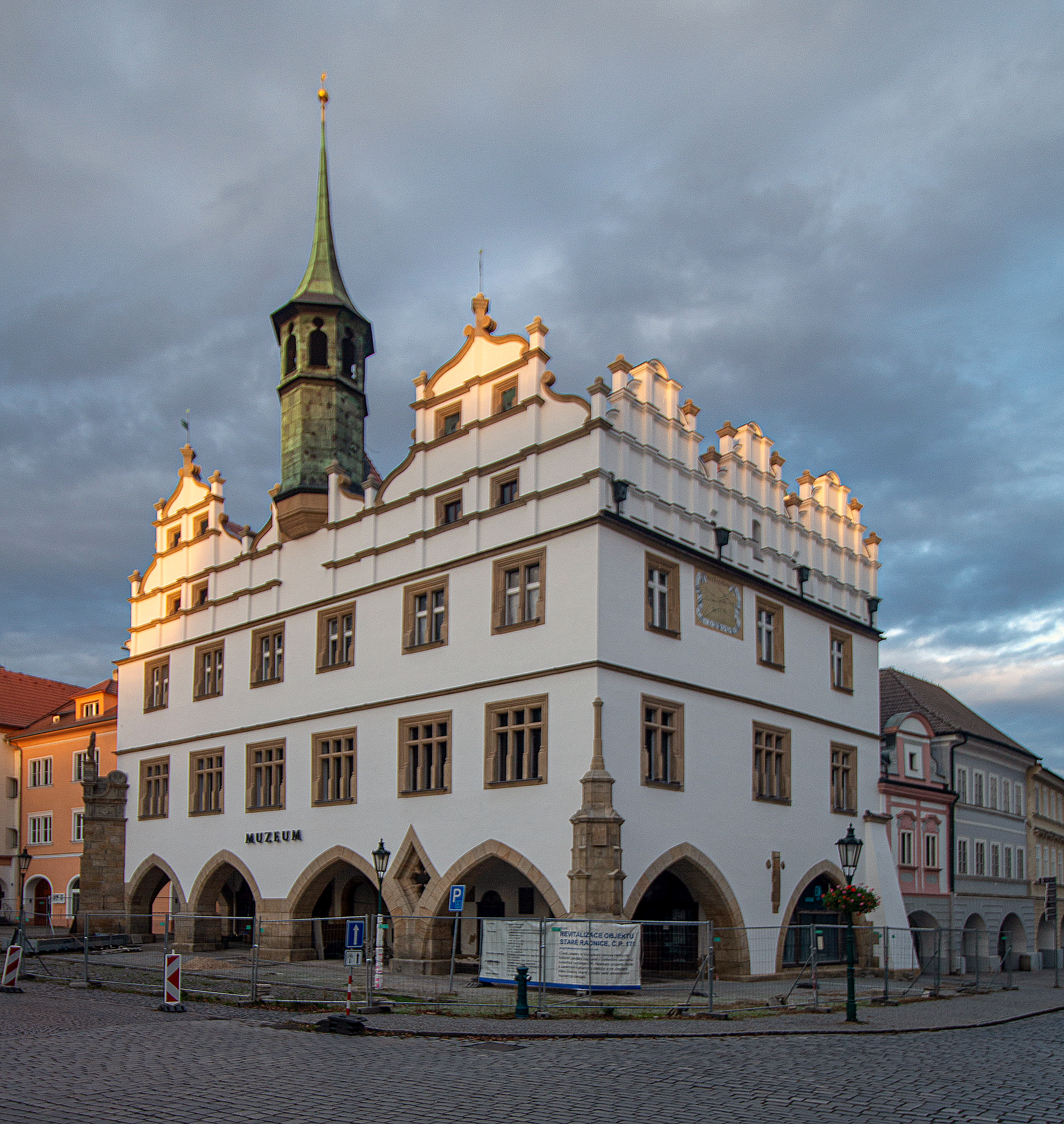
Stará radnice (dnes litoměřické městské muzeum) místo dočasného pobytu sbírek Diecézního muzea

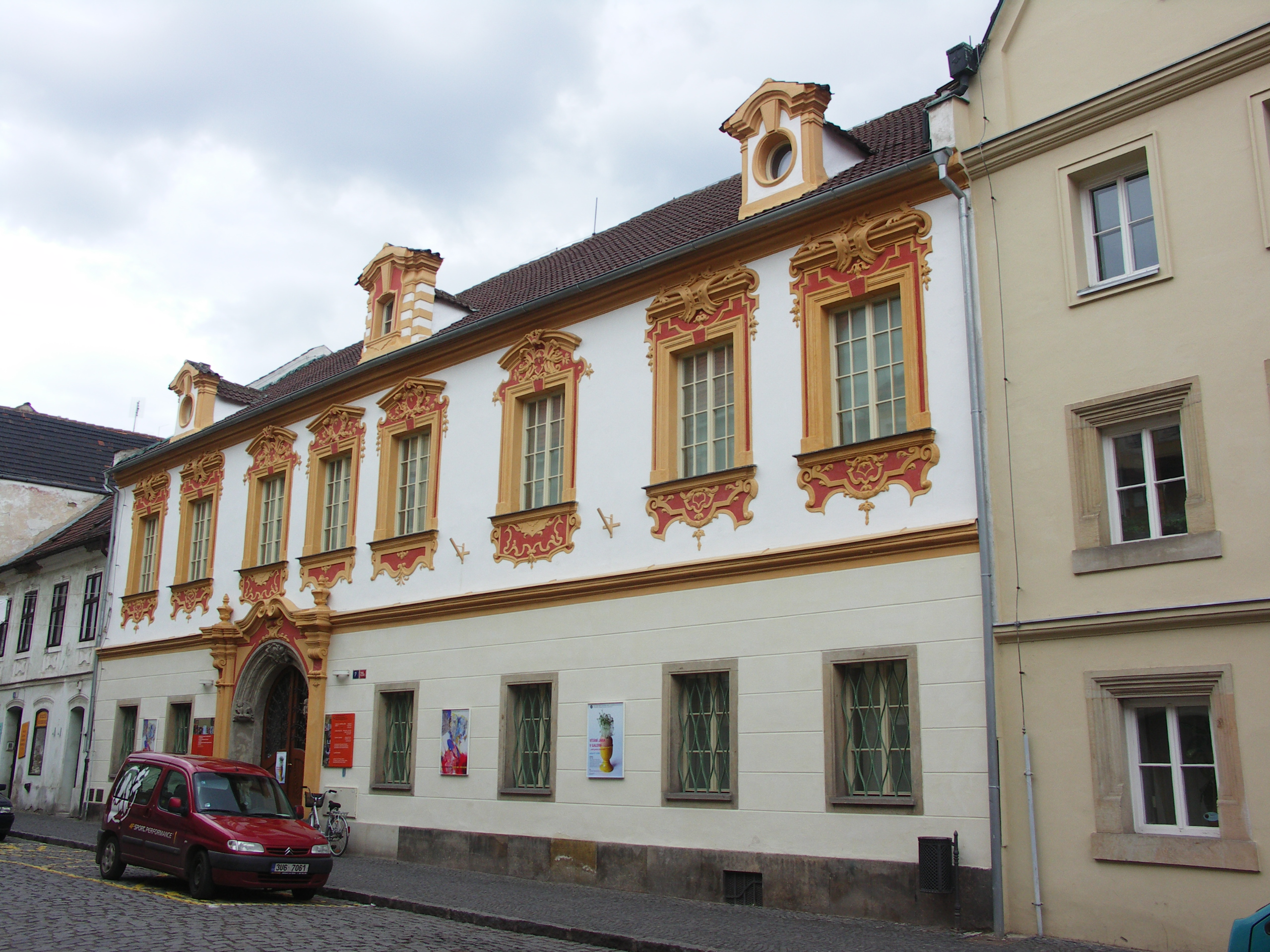
Budova Severočeské galerie výtvarného umění v Litoměřicích, Michalská ulice čp. 29

Již v závěru 19. století se muzeum začíná dostávat do jisté stagnace. Mizí publikační činnost muzea, počet akvizicí se snižuje. Původní muzejní Mittheilungen je nahrazen výročními zprávami Jahres-Bericht, z nichž vyšla však pouze dvě čísla. Ani muzejní spolek nenaplnil Lukschovo očekávání, počet jejích členů se snižoval a badatelská činnost zůstala zanedbána. Když byl Luksch ustanoven konzervátorem II. sekce vídeňské centrální památkové péče pro okresy Litoměřice, Roudnice nad Labem a Děčín, začal se věnovat odborné práci na odlišné úrovni. Zhruba od roku 1905 až do své smrti intenzivně pracoval na „umělecké topografii“ litoměřického okresu. Muzeum však zcela nezanedbával. V roce 1915 vyplatil spolek litoměřickému malíři, restaurátorovi Eberhardu Eysertovi sto korun za restaurování obrazu sv. Vojtěcha do litoměřického kostela stejného jména. Poté byl na sklonku roku 1915 témuž restaurátorovi zapůjčen Škrétův obraz zachycující podobu biskupa Schleinitze (Portrait von K. Skreta – Bischof Schleinitz). Lukschovým nástupcem se měl stát Johann Schlenz, který však byl jmenován profesorem na fakultě německé teologické univerzity v Praze a v letech 1917-1918 se stal jejím děkanem. Po Lukschovi byl druhým předsedou muzejního spolku jeho vrstevník Gustav Mattauch, který byl členem spolku již od jeho založení. Mattauchovo působení však bylo velmi krátké, protože 3. září 1923 zemřel, a navíc v době svého působení byl ve funkci kapitulního probošta a musel řešit regionální církevní problémy dvacátých let 20. století, např. vznik Církve československé. Problematika muzea tedy pro něho nemohla být prioritou. Po Mattauchovi se stal předsedou spolku Adolf Šelbický, který byl profesorem církevních dějin. O diecézní muzeum se však začaly zajímat světské instituce. Litoměřické městské muzeum přišlo v roce 1923 s návrhem umístění sbírek Diecézního muzea, při zachování vlastnických práv, v některé z místností na staré litoměřické radnici. Svůj návrh městské muzeum pak zopakovalo ještě v roce 1927 s tím, že stávající prostory jsou již nevyhovující a že úroveň muzejní práce je již vyšší, ale ze strany biskupství bylo podezření, že by mohlo dojít ke zcizení a tudíž bylo město odmítnuto. Diecézní muzeum však dále stagnovalo. Došlo však k pozoruhodné proměně. Zatímco při vzniku Diecézního muzea byla památková péče v plenkách, po necelém půlstoletí již bylo uspořádání muzea ve formě výstavní a depozitní místnosti zároveň nemyslitelná. Reakce na Šelbického postoj byla za strany litoměřického úřadu taková, že 27. dubna 1933 vyzval k formálnímu rozpuštění spolku. Ve spolkovém katastru litoměřického okresu je uvedeno datum zániku spolku 6. března 1933. Diecézní muzeum však nadále existovalo a bylo podřízeno biskupské konzistoři až do II. světové války. Na počátku dubna 1940 německá branná moc zabrala budovu diecézního semináře. Biskup Antonín Alois Weber přenechal svou rezidenci bohoslovcům a sám se přemístil do litoměřického dominikánského kláštera. V květnu 1940, za poněkud nejasných okolností, došlo k předání sbírek do správy města a drtivá většina byla přemístěna do depozitářů litoměřického městského muzea. Tím byla instituce Diecézního muzea ukončena. Od jara 1941 byl v biskupské rezidenci umístěn tábor pro děti z německých měst ohrožených bombardováním a objekt by zdevastován. Sbírky Diecézního muzea byly umístěny v litoměřickém městském muzeu. V letech 1954-1956 byla většina sbírek částečně předána a částečně zapůjčena do Krajské galerie, nynější Severočeské galerie výtvarného umění v Litoměřicích. Dosud nebyl identifikovány a umělecky zhodnoceny všechny předměty, které původně náležely Diecéznímu muzeu. Od roku 1995 byla zpřístupněna Galerie a muzeum litoměřické diecéze na Mírovém náměstí čp. 24 v Litoměřicích, kde je možné umělecké sbírky z původního Diecézního muzea vidět. V roce 2021 došlo ke změně názvu na Diecézní muzeum v Litoměřicích.